# Piero Del Pugliese
Piero di Francesco Del Pugliese (Firenze, 1430 – 1498) è stato un politico e mecenate italiano.

## Biografia
Piero Del Pugliese era un ricco fiorentino, attivo nella vita politica. Era stato più volte priore delle Libertà e Gonfaloniere di Giustizia. Viveva in via de' Serragli, dove nel 1450 si era fatto costruire un vasto palazzo tuttora esistente, palazzo Del Pugliese. Nella sua abitazione teneva i capolavori commissionati da lui e da suo padre, tra cui opere di Donatello (Madonna Dudley, recentemente attribuita anche a Desiderio da Settignano), Botticelli, Filippino Lippi, Antonio del Pollaiolo, Fra Bartolomeo (Tabernacolo Del Pugliese) e Piero di Cosimo.
Per riconoscenza verso il suo lavoro di intermediazione nel procurargli commissioni, Filippino Lippi lo ritrasse probabilmente almeno due volte: una nel San Pietro in cattedra della cappella Brancacci e una nell'Adorazione dei Magi per i monaci di San Donato in Scopeto. Nel 1483 Piero gli aveva commissionato l'Apparizione della Vergine a san Bernardo, in cui il donatore appare inginocchiato a destra.
Piero di Cosimo dipinse per lui la Sacra Conversazione per la chiesa di Santa Maria degli Innocenti, di cui Piero era spedalingo. Pare che il committente si disperò per non poter vedere la tavola prima che fosse terminata, morendo circa due anni prima del termine dei lavori.
Dopo la sua morte gli eredi, forse per problemi economici, vendettero gran parte delle sue collezioni, che oggi si trovano sparse nei musei di tutto il mondo: alcune sono al Metropolitan Museum di New York, alla National Gallery di Washington o all'Ashmolean Museum di Oxford.
Suo nipote fu Francesco Del Pugliese.

## Galleria d'immagini

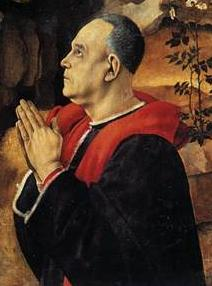
Ritratto nell'Apparizione della Vergine a san Bernardo di Filippino Lippi
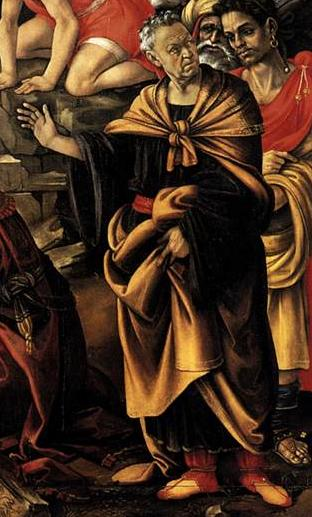
Ritratto nell'Adorazione dei Magi di Filippino Lippi
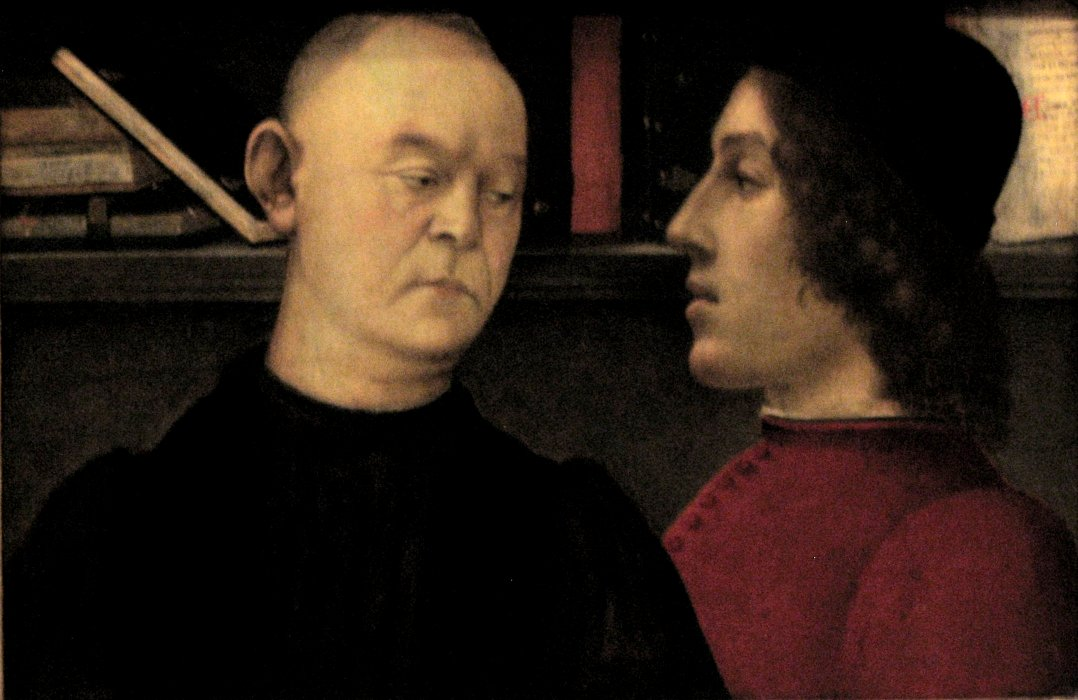
Doppio ritratto con Filippino Lippi